# Henghe, Zhejiang
Henghe är en köping i Kina. Den ligger i provinsen Zhejiang, i den östra delen av landet, omkring 100 kilometer öster om provinshuvudstaden Hangzhou. Antalet invånare är 94 391. Befolkningen består av 45 499 kvinnor och 48 892 män. Barn under 15 år utgör 11,0 %, vuxna 15-64 år 80 %, och äldre över 65 år 8,0 %.
Runt Henghe är det tätbefolkat, med 659 invånare per kvadratkilometer. Närmaste större samhälle är Guanhaiwei, 16,5 km öster om Henghe. I omgivningarna runt Henghe växer i huvudsak blandskog.
Genomsnittlig årsnederbörd är 1 778 millimeter. Den regnigaste månaden är juni, med i genomsnitt 285 mm nederbörd, och den torraste är januari, med 60 mm nederbörd.